# Vladislav Illič-Svityč
Vladislav Markovič Illič-Svityč (russo: Владисла́в Ма́ркович И́ллич-Сви́тыч; trasl. angl.: Vladislav Markovich Illich Svitych; Kiev, 12 settembre 1934 – Mosca, 22 agosto 1966) è stato un linguista sovietico, fondatore della linguistica comparativa nostratica.
Di discendenze ucraine, nacque a Kiev, ma si spostò poi a Mosca per lavorare.
Resuscitò l'ipotesi, da lungo tempo accantonata, delle lingue nostratiche, originariamente ipotizzata da Holger Pedersen nel 1903, e coniò il termine moderno Nostratico.
La morte improvvisa impedì il completamento del suo Dizionario Comparativo della lingua Nostratica, ma l'ambizioso lavoro venne continuato dai suoi colleghi.

## Pubblicazioni selezionate
- Nominal Accentuation in Baltic and Slavic, tradotto in inglese da R. L. Leed and R. F. Feldstein, Cambridge, London 1979: the MIT Press. (originariamente edito in Russo nel 1963)